# Willem van Sausenberg
Willem van Sausenberg (11 juli 1406 - 15 augustus 1482) was van 1428 tot 1441 markgraaf van Baden-Sausenberg. Hij behoorde tot het huis Baden.

## Levensloop
Willem was de jongste zoon van markgraaf Rudolf III van Baden-Sausenberg en Anna van Freiburg-Graafschap Neuchâtel. Na de dood van zijn vader in 1428 werd Willem markgraaf van Baden-Sausenberg. Hij huwde in 1425 met Elisabeth van Montfort-Bregenz, dochter van graaf Willem VII van Montfort-Bregenz. Ze kregen drie kinderen:
- Rudolf IV (1426-1487), markgraaf van Baden-Sausenberg
- Hugo (overleden in 1444), markgraaf van Baden-Sausenberg
- Ursula, huwde met graaf Jacob Truchsess van Waldburg

Zijn kwistige levensstijl stoorde zijn schoonfamilie echter en ze kwamen tussen door Willem te laten beloven om geen activa uit hun bruidsschat weg te schenken zonder hun toestemming. Desondanks zou deze levensstijl ertoe leiden dat Willem en zijn vrouw Elisabeth in 1436 scheidden. Door zijn levensstijl had Willem ook zijn hele leven schulden en toen de druk van zijn schuldeisers toenam, besloot hij om in 1441 af te treden als markgraaf ten voordele van zijn minderjarige zoons Rudolf IV en Hugo. Dit kwam omdat Willem vond dat hij enkel op deze manier zijn familiebezittingen veilig kon stellen. Als markgraaf van Sausenberg breidde Willem onder meer het kasteel Sausenburg uit.
Via zijn neef, graaf Johan van Freiburg-Neuchâtel, bemachtigde Willem ook contacten aan het hof van de hertog van Bourgondië in Dijon. Tijdens het concilie van Bazel werd hij opgeroepen als bemiddelaar tussen Oostenrijk en Bourgondië en later als bemiddelaar tussen Bourgondië en Frankrijk. In 1432 benoemde de beschermheer van dit concilie, hertog Willem III van Beieren, Willem tot ondervoorzitter van het concilie. In 1434 werd hij dan weer door hertog Filips III van Bourgondië benoemd tot diens adviseur en kamerheer.
In 1437 werd hij door de hertog van Oostenrijk benoemd tot gouverneur van de Oostenrijkse bezittingen in de Sundgau, de Elzas en Freiburg. Als gouverneur van Voor-Oostenrijk raakte hij dan weer betrokken in het conflict tussen keizer Frederik III en het Oude Eedgenootschap. Nadat de Zwitsers in 1443 de Oostenrijkers hadden verslagen bij de slag bij St. Jakob an der Sihl, gaf keizer Frederik III Willem de opdracht om bij koning Karel VII van Frankrijk om hulp te smeken. Frankrijk zond daarop een huurlingenleger van 40.000 man, de zogenaamde Armagnacs.